# 2010年韩朝边境冲突
2010年韩朝边境冲突是指发生在2010年10月29日，朝鲜开枪射击韩国华川地区的边境哨所而引起的一场边境冲突，朝鲜开火的目标是朝着韩国江原道最前线的监视哨所。韩国军队随即还击，边境军队与朝鲜交火。